# Coppa Sabatini
Die Coppa Sabatini ist ein italienisches Straßenradrennen.
Das Eintagesrennen wurde 1952 zum ersten Mal ausgetragen und findet seitdem jährlich meist im September oder Oktober in Peccioli in der Provinz Pisa statt. Seit Einführung der UCI Europe Tour im Jahre 2005 ist das Rennen Bestandteil dieser Rennserie und wurde zunächst in die Kategorie 1.1 eingestuft. Seit dem Jahr 2020 ist das Rennen Teil der neu geschaffenen UCI ProSeries mit der Einstufung 1. Pro.

## Palmarès
| Jahr                   | Sieger                   | Zweiter                | Dritter                |
| ---------------------- | ------------------------ | ---------------------- | ---------------------- |
| 1952                   | Primo Volpi              | Enzo Nannini           | Rino Angelini          |
| 1953                   | Primo Volpi              | Odino Bardarelli       | Dante Rivola           |
| 1954                   | Rino Benedetti           | Bruno Landi            | Bruno Tognaccini       |
| 1955                   | Angelo Miserocchi        | Luciano Morini         | Giuseppe Pintarelli    |
| 1956                   | Idrio Bui                | Guido Carlesi          | Lino Grassi            |
| 1957                   | Gianbattista Gabelli     | Giacomo Fini           | Vinicio Marsili        |
| 1958                   | Giuseppe Pardini         | Vinicio Marsili        | Franco Boschi          |
| 1959                   | Rino Benedetti           | Giuseppe Fallarini     | Graziano Battistini    |
| 1960                   | Graziano Battistini      | Cleto Maule            | Armando Casodi         |
| 1961                   | Dino Bruni               | Giuseppe Pardini       | Jos Hoevenaers         |
| 1962                   | Alfredo Sabbadin         | Ercole Baldini         | Luigi Maserati         |
| 1963                   | Dino Bruni               | Bruno Mealli           | Walter Leto            |
| 1964                   | Italo Zilioli            | Graziano Battistini    | Franco Bitossi         |
| 1965                   | Luciano Armani           | Graziano Battistini    | Ugo Colombo            |
| 1966                   | Franco Bitossi           | Luciano Armani         | Tommaso de Pra         |
| 1967                   | Michele Dancelli         | Franco Bitossi         | Luciano Armani         |
| 1968                   | Franco Bitossi           | Wladimiro Panizza      | Renato Laghi           |
| 1969                   | Romano Tumellero         | Gianfranco Bianchin    | Franco Mori            |
| 1970                   | Gösta Pettersson         | Patrick Sercu          | Mauro Simonetti        |
| 1971                   | Roberto Poggiali         | Adriano Amici          | Donato Giuliani        |
| 1972                   | Antoon Houbrechts        | Albert Van Vlierberghe | Enrico Maggioni        |
| 1973                   | Mauro Simonetti          | Roger De Vlaeminck     | Franco Bitossi         |
| 1974                   | Wilmo Francioni          | Donato Giuliani        | Franco Bitossi         |
| 1975                   | Giovanni Battaglin       | Celestino Vercelli     | Pierino Gavazzi        |
| 1976                   | Piero Spinelli           | Giacinto Santambrogio  | Wilmo Francioni        |
| 1977 nicht ausgetragen |                          |                        |                        |
| 1978                   | Francesco Moser          | Giuseppe Saronni       | Franco Bitossi         |
| 1979                   | Leonardo Mazzantini      | Graziano Salvietti     | Carmelo Barone         |
| 1980                   | Gianbattista Baronchelli | Giuseppe Saronni       | Francesco Moser        |
| 1981                   | Claudio Bortolotto       | Giancarlo Casiraghi    | Alessandro Paganessi   |
| 1982                   | Giuseppe Saronni         | Pierino Gavazzi        | Francesco Moser        |
| 1983                   | Moreno Argentin          | Davide Cassani         | Marino Lejarreta       |
| 1984                   | Silvano Contini          | Pierino Gavazzi        | Claudio Corti          |
| 1985                   | Marino Amadori           | Acácio da Silva        | Marino Lejarreta       |
| 1986                   | Jean-François Bernard    | Jaanus Kuum            | Marco Giovannetti      |
| 1987                   | Gianni Bugno             | Pierino Gavazzi        | Walter Magnago         |
| 1988                   | Claudio Corti            | Laurent Bezault        | Marco Votolo           |
| 1989                   | Maurizio Fondriest       | Antonio Fanelli        | Jürg Bruggmann         |
| 1990                   | Moreno Argentin          | Andreas Kappes         | Maurizio Fondriest     |
| 1991                   | Franco Chioccioli        | Stefano Colage         | Franco Ballerini       |
| 1992                   | Stefano Zanini           | Andreï Tchmil          | Simone Biasci          |
| 1993                   | Claudio Chiappucci       | Giorgio Furlan         | Pēteris Ugrjumovs      |
| 1994                   | Maurizio Fondriest       | Francesco Casagrande   | Claudio Chiappucci     |
| 1995                   | Davide Cassani           | Alessio Di Basco       | Stefano Colage         |
| 1996                   | Bjarne Riis              | Gianni Faresin         | Claudio Chiappucci     |
| 1997                   | Andrea Tafi              | Alessandro Bertolini   | Davide Rebellin        |
| 1998                   | Emmanuel Magnien         | Michele Bartoli        | Davide Rebellin        |
| 1999                   | Dmitri Konyschew         | Marco Serpellini       | Mauro Zanetti          |
| 2000                   | Andreï Tchmil            | Gianni Faresin         | Sergio Barbero         |
| 2001                   | Dmitri Konyschew         | Serge Baguet           | Paolo Bettini          |
| 2002                   | Paolo Bettini            | Andrea Ferrigato       | Ruggero Marzoli        |
| 2003                   | Paolo Bossoni            | Luca Paolini           | Mirko Celestino        |
| 2004                   | Jan Ullrich              | Franco Pellizotti      | Michael Boogerd        |
| 2005                   | Alessandro Bertolini     | Rinaldo Nocentini      | Mirko Celestino        |
| 2006                   | Giovanni Visconti        | Ruggero Marzoli        | Enrico Gasparotto      |
| 2007                   | Giovanni Visconti        | Fränk Schleck          | Mychajlo Chalilow      |
| 2008                   | Mychajlo Chalilow        | Filippo Pozzato        | Stefano Garzelli       |
| 2009                   | Philippe Gilbert         | Giovanni Visconti      | Leonardo Bertagnolli   |
| 2010                   | Riccardo Riccò           | Marco Marcato          | Leonardo Bertagnolli   |
| 2011                   | Enrico Battaglin         | Davide Rebellin        | Daniel Moreno          |
| 2012                   | Fabio Duarte             | Miguel Ángel Rubiano   | Matteo Rabottini       |
| 2013                   | Diego Ulissi             | Andrea Pasqualon       | Davide Villella        |
| 2014                   | Sonny Colbrelli          | Mauro Finetto          | Franco Pellizotti      |
| 2015                   | Eduard Prades            | Maurits Lammertink     | Mauro Finetto          |
| 2016                   | Sonny Colbrelli          | Andrea Pasqualon       | Carlos Barbero         |
| 2017                   | Andrea Pasqualon         | Sonny Colbrelli        | Francesco Gavazzi      |
| 2018                   | Juan José Lobato         | Sonny Colbrelli        | Gianni Moscon          |
| 2019                   | Alexei Luzenko           | Sonny Colbrelli        | Simone Velasco         |
| 2020                   | Dion Smith               | Andrea Pasqualon       | Aljaksandr Rabuschenka |
| 2021                   | Michael Valgren          | Sonny Colbrelli        | Mathieu Burgaudeau     |
| 2022                   | Daniel Felipe Martínez   | Odd Christian Eiking   | Guillaume Martin       |
| 2023                   | Marc Hirschi             | Pavel Sivakov          | Tadej Pogačar          |
| 2024                   | Marc Hirschi             | Gregor Mühlberger      | Anders Foldager        |